# Gerhard Schöpfel
Gerhard Schöpfel (19 décembre 1912 - 17 mai 2003), était un pilote de chasse allemand pendant la Seconde Guerre mondiale.

## Biographie
Gerhard Schöpfel intégra la Luftwaffe à ses débuts au sein de la JG 132, qui deviendra bientôt JG 26. Dès la création du III. Gruppe de l'unité, il devint Staffelkapitän de la 9. Staffel (ou neuvième escadrille), poste qu'il gardera jusqu'au mois d'août 1940 en pleine bataille d'Angleterre pour passer Kommandeur du III./JG 26. À ce titre, Schöpfel est déjà l'un des meilleurs pilotes de la « Schlageter » - le surnom de la JG 26 – avec 22 victoires pour l'année 1940, ce qui lui vaut la Croix de Chevalier,. Il en cumule 36 à la fin de l'année suivante, date à laquelle il reprendra les commandes de l'escadre tout entière, succédant à Adolf Galland. Engendrant désormais moins de succès (probablement au vu de ses responsabilités), il passe à son tour le flambeau début janvier 1943 à Josef Priller pour intégrer le Jafü Bretagne de défense des U-Boat dans ce secteur.
À la suite de la création de la JG 4 pour défendre le pétrole de Roumanie, Schöpfel en devient le premier Kommodore lors de la mise en place du Stab de commandement un an et demi plus tard, le 15 juin 1944. Le 6 août, il s'envole avec un ailier pour prêter main-forte à d'autres chasseurs des JG 3, 27 et 300 dans le ciel de Berlin, mais les deux hommes seront abattus par des Mustang et parviendront non sans mal à s'éjecter, bien que blessés, Schöpfel moins gravement que son compagnon. Après différents postes d'état-major, il passera une semaine à la tête de la JG 6 en avril 1945 avant de tomber aux mains des Soviétiques d'où il ne sortira qu'en décembre 1949, malgré ses 45 victoires entièrement acquises sur le front Ouest.
Devenu chauffeur puis marchand, il devient ensuite cadre pour la compagnie aérienne Air Lloyd à Bonn. Gerhard Schöpfel décède le 17 mai 2003 à 90 ans.